# 陸地霸者
《陸地霸者》是一款由史克威尔公司于1999年开发并发行的电子游戏。该作品独特地融合了街头竞速与角色扮演元素。游戏故事围绕一名横滨街头赛车团队的新成员展开，讲述他在1999年的日本横滨探寻自己遗失的过去，以及游戏开场十年前一场神秘赛事的真相。本作登陆PlayStation平台并兼容Sony PocketStation外设。游戏音乐由松枝贺子操刀，融合了爵士与电子音风格，这也是作曲家江口贵勅的首次参与音乐创作，原声带曾以专辑形式发行。该作在日本本土获得褒贬不一的评价且未在海外发行，但仍售出逾14万份。

## 游戏玩法
游戏中，玩家可通过闪动前车灯向其他司机发起街头竞速挑战。玩家可自定义车辆颜色与零部件配置，击败对手后更可获得其车辆的改装部件。游戏包含两种模式：其一是“高速驾驶RPG”模式，玩家需驾车执行任务并与对手竞速；其二是“双雄对战”模式，仅包含纯粹的速度较量。其中RPG模式构成游戏的核心内容。虽以汽车竞速为主题，但正如官方解说所述，本作实质是将传统RPG的战斗系统转化为赛车对决，将魔法与装备强化替换为车辆改装的创新作品。游戏中的车辆操控极其敏感，轻微转向即会导致车身大幅甩尾。然而，体验上述特色台词与剧情展开才是游戏精髓所在，甚至有游戏评论家断言竞速元素实为“配角”。

## 故事
《陸地霸者》的游戏舞台设定在以1999年横滨市为原型的虚构都市“YOKOHAMA”，围绕多个街头赛车团队展开。游戏开篇十年前，曾举办过一场名为“极速传说”的赛事。剧情始于某个夜晚，由“王牌”藤泽一辉率领的五人车队“海湾环礁赛车队”（BLR）与“夜行族本牧”（NR）展开对决。玩家将扮演BLR新成员赤崎翔，一位刚开启赛车生涯的新人，以将城市道路化作赛道的“横滨大奖赛”为终极目标，逐步揭开“极速传说”的谜团与自己遗失的过往。

## 开发
本作剧情深受1980年代日本非法街头赛车文化影响，游戏中众多车辆均基于真实车型精准还原，但未获得任何汽车制造商授权。游戏的语言风格亦颇具特色——独白与对话（包括载入界面引文）均采用诗意化表述，并频繁夹杂英文词汇。这种被称为“拉贡语”（ラグーン語）的独特文风，已成为游戏爱好者翻译工作的重大挑战。 

## 音乐
游戏原声音乐由松枝贺子负责创作，其中部分曲目由江口贵勅参与制作——这也是江口首次担任作曲工作。该配乐融合了爵士与电子科技音乐风格，以“快节奏”为特色，并收录了萨克斯管的现场实录演奏。

## 发行
《陸地霸者》于1999年6月10日登陆索尼PlayStation平台。截至1999年底，该游戏在日本地区的销量突破141,000份。同年6月19日，游戏原声带由DigiCube公司以双碟专辑形式发行，收录62首曲目，总时长2小时31分03秒。2002年3月20日，本作作为PS One Books系列作品之一在PlayStation平台再度发行。本作仅在日本发行。
2014年，史克威尔艾尼克斯在手机游戏《疾走、不良魂》中举办了《Racing Lagoon》联动活动。本作剧本作者鸟山求亲自担任该活动的剧情总监。2021年11月，该游戏的爱好制作英语翻译版本正式面世。

## 评价
| 媒体        | 得分  |
| ----------- | ----- |
| Fami通      | 26/40 |
| Famitsu PS  | 21/40 |
| Joypad      | 5/10  |
| Video Games | 4/5   |
| Gamers      | 12/20 |

日本游戏媒体《Fami通PS》对本作评价不佳，满分40分制中仅给出21分。《周刊Fami通》评价相对稍微积极一点，评分为26分（满分40分）。在《Fami通》读者票选的“最期待续作”排行榜中，本作位列第45名。
Kotaku的复古游戏评测指出，本作的爵士融合风格原声堪称PlayStation时代最佳配乐之一。 

## 脚注